# Стшалкув (Свентокшиське воєводство)
Стшалкув (пол. Strzałków) — село в Польщі, у гміні Стопниця Буського повіту Свентокшиського воєводства.
Населення — 297 осіб (2011).
У 1975-1998 роках село належало до Келецького воєводства.

## Демографія
Демографічна структура на день 31 березня 2011 року:
|          | Загалом | Допрацездатний вік | Працездатний вік | Постпрацездатний вік |
| -------- | ------- | ------------------ | ---------------- | -------------------- |
| Чоловіки | 152     | 24                 | 110              | 18                   |
| Жінки    | 145     | 30                 | 80               | 35                   |
| Разом    | 297     | 54                 | 190              | 53                   |